# FK Jedinstvo Brčko
Fudbalski klub Jedinstvo Brčko (cirílico sérvio: Фудбалски клуб Јединство Бpчкo) é uma associação profissional de futebol da cidade de Brčko, situada no Distrito de Brčko, Bósnia e Herzegovina. O clube compete na Primeira Liga da Republika Srpska, uma competição de segundo escalão na Bósnia e Herzegovina. O clube joga seus jogos em casa no Estádio Gradski (Estádio da Cidade) em Brčko, que tem capacidade para 16.000 espectadores.
Jedinstvo costumava competir na Segunda Liga Iugoslava antes da separação da Iugoslávia. 

## Títulos
- Segunda Liga - RS (2): 2016-17 (Leste), 2018-19 (Leste)
- Copa da República Sérvia (2): 2002-03, 2004-05